# Agro-Sport Monte Café
Agrosport Clube de Monte Café ist ein Fußballverein aus São Tomé und Príncipe, der in der Ortschaft Monte Café in Mé-Zóchi auf der Insel São Tomé beheimatet ist.

## Geschichte
Agrosport Monte Café wurde ursprünglich als Sportverein für Landarbeiter der gleichnamigen Kaffeeplantage gegründet. Über die Jahre entwickelte sich der Klub zu einem der erfolgreichsten Vereine des Landes.
Der Klub wurde 1988 gegründet und nahm an der zweiten Liga teil. Im Jahr 2003 spielte der Verein im Inselpokal und erreichte die erste Runde, verlor jedoch gegen Marítimo Micoló mit 6:7. Es folgten viele Auf- und Abstiege in den folgenden Jahren.
2017 konnte sich der Verein durch ein 3:2-Sieg über UDESCAI retten. Im letzten Spiel der Saison gab es ein 4:4-Unentschieden gegen Praia Cruz. Agrosport belegte am Ende den zehnten Platz einen Punkt vor Absteiger UD Correia und sieben vor UDESCAI und blieb somit in der ersten Liga, dem Campeonato Santomense de Futebol, für die folgende Saison.
Agrosport bestritt sein erstes Pokalspiel der Insel am 12. Mai 2018. Sie trafen auf Benfica Porto Alegre und errangen einen deutlichen 9:1-Sieg – einer der höchsten in der Vereinsgeschichte – und zogen damit in die zweite Runde ein.
Ein Jahr später war es dann soweit. Nach langer Arbeit und schweren Jahren konnte sich Agrosport zum Meister küren. Sie besiegten im Finale die GD Operarios mit einem Gesamtergebnis von 4:1 (4:1,0:0). 2020 gab es keine Meisterschaft. Vielleicht war das ein Grund, warum die Titelverteidigung nicht gelang, denn in der Saison 2021/22 scheiterte man in der Gruppenphase an Desportivo 6 de Septembro mit 13 Punkten Abstand und verpasste so das Finale.
Aber schon 2024 folgte der zweite nationale Meistertitel. Im Endspiel wurde Porto Real, mit 3:1 (1:0,2:1) besiegt.

## Titel und Erfolge
- Meister von São Tomé und Príncipe: 2× (2019, 2024)
- Meister von São Tomé (Insel): mehrmals (Daten variieren je nach Quelle)